# Ingvar Olsson (arkitekt)
Olov Ingvar Olsson, född 7 december 1929 i Degerfors församling, Västerbottens län, död 8 juli 1971 i Ålidhems församling, Umeå, var en svensk arkitekt. 
Olsson, som var son till förvaltare Franz Olsson och Henny Larsson, avlade studentexamen i Umeå 1949 och utexaminerades från Kungliga Tekniska högskolan 1956. Han anställdes hos arkitekt Gösta Åbergh 1956, vid Vattenbyggnadsbyrån AB 1959 och var delägare i Pentti Maatela och Ingvar Olsson arkitektkontor i Stockholm från 1961. Han företog studieresor till Spanien, Frankrike, USA och Nordafrika. Han anställdes hösten 1963 som chef för arkitektavdelningen vid VAB, (Västerbottenkommunernas Arkitekt- och Byggnadskontor), och kom att från 1964 utses till VD för VAB. En post han innehade fram till 1971.
I egenskap av chef på VAB var han, tillsammans med länsarkitekt Åke Lundberg, ansvarig för Umeå generalplan från 1966. K4:s kasern, ritad av Erik Josephson 1898 för Kavalleriregementet Norrlands Dragoner, byggdes om till Umeås stadshus i slutet av 1960-talet efter ritningar av Ingvar Olsson och Sten Ehnberg.. VAB:s kontorshus på Teg i Umeå uppfördes efter ritningar av Erik Lindgren, 1964, Ingvar Olsson och Richard Hjelmstedt, 1968. I Arkitekturguide Umeå från 2001 beskrivs byggnaden som ett av Umeås ”mest sevärda kontorshus". 